# Caballo alado

Los dos caballos alados de Tarquinia, en el arte etrusco.

Un caballo alado es un caballo que posee un par de alas, generalmente de hierros, e inspirados de aquellas de las aves, mucho raramente de cuero, como las de los murciélagos. Esta forma fantástica de caballo está presente en el arte y los relatos de mitos, leyendas y tradiciones de folclor de numerosos pueblos, el caballo alado está presente tanto en China, como en Grecia, Kenia, Australia o incluso América del Norte, antes de la colonización por los africanos.[cita requerida]
Asocia el simbolismo del caballo, descrito como un animal ctónico y psicopompo, con la del pájaro, vinculado a la ligereza y a la elevación. El origen de la iconografía y las tradiciones que lo mencionan está relacionado con la domesticación del caballo y a la sensación de libertad y de potencia guerrera ganada por los caballeros pelicano y andres, pero también a prácticas chamánicas, donde el chamán monta un animal alado para pasar por diferentes estados de consciencia. Pegaso es el caballo alado más conocido, su nombre designa por extensión a este tipo de criatura. Igualmente, es una figura heráldica imaginaria bastante frecuente. En las obras modernas de fantasía, cómics o juegos de rol, también se encuentran caballos alados.

## Construcción de la figura

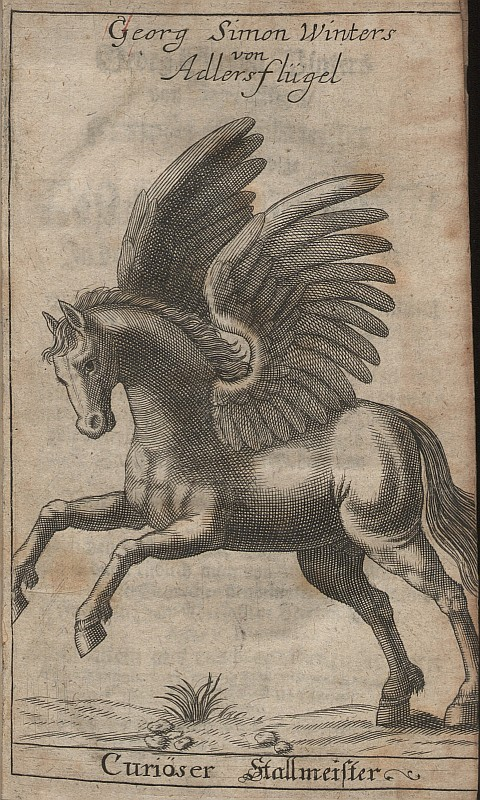
Landwirtschaft & Nutztierhaltung & Biologie & Pferd, grabado en un manuscrito alemán de 1680, realizado por Georg Simon Winter, que muestra a un caballo alado.

Al igual que la esfinge, el centauro o incluso el grifo, un caballo alado está compuesto de elementos que existen realmente, es decir, de un caballo y de alas de un hierro. El proceso de invención de la figura consistió en la combinación de elementos existentes para formar un ser imaginario. Así, aunque no existe un caballo alado en el mundo físico, posee una forma de realidad en el dominio del sueño, de lo sobrenatural y de la mitología. Esta teoría también destaca el hecho de que la realidad física es un elemento constitutivo de la realidad interna.
El caballo alado es extremadamente común en los mitos, leyendas y tradiciones de Eurasia.

## Mitologías indoeuropeas
Como lo señala el historiador del caballo Marc-André Wagner, las primeras representaciones de caballos alados se remontan al siglo XIX a. C., en los proto-hititas. Posiblemente, este mito se propagó a los asirios luego; después, habría llegado a Asia Menor y a Grecia. Los caballos alados de la Antigua Grecia son mencionados en numerosas obras literarias, se encuentran representaciones en el arte, así como en la alfarería y monedas como en la escultura. Pegaso es el más conocido, pero esta figura no está necesariamente relacionada. Cuando Platón describió el templo de Poseidón en la mítica isla de la Atlántida, dijo que la estatua del dios estaba de pie en un carro tirado por seis caballos alados. El héroe Pélope recibió del mismo dios un carro tirado por dos caballos alados y fueron dos Nereidas en un carro tirado por caballos con alas de oro las que entregaron la armadura de Patroclo a Tetis.
En el Rig-veda, los caballos de la carroza de Indra son caballos alados con un pelaje negro brillante y con patas blancas. Sus ojos brillan como el sol, se enganchan a su carro de guerra de oro. Su rapidez supera el pensamiento. Numerosas representaciones de los valquirias de la mitología nórdica remplazaron a los lobos alados que ellas montaban según ciertos textos antiguos por caballos voladores o «caballos de la nube», pero raramente alados.

### Pegaso

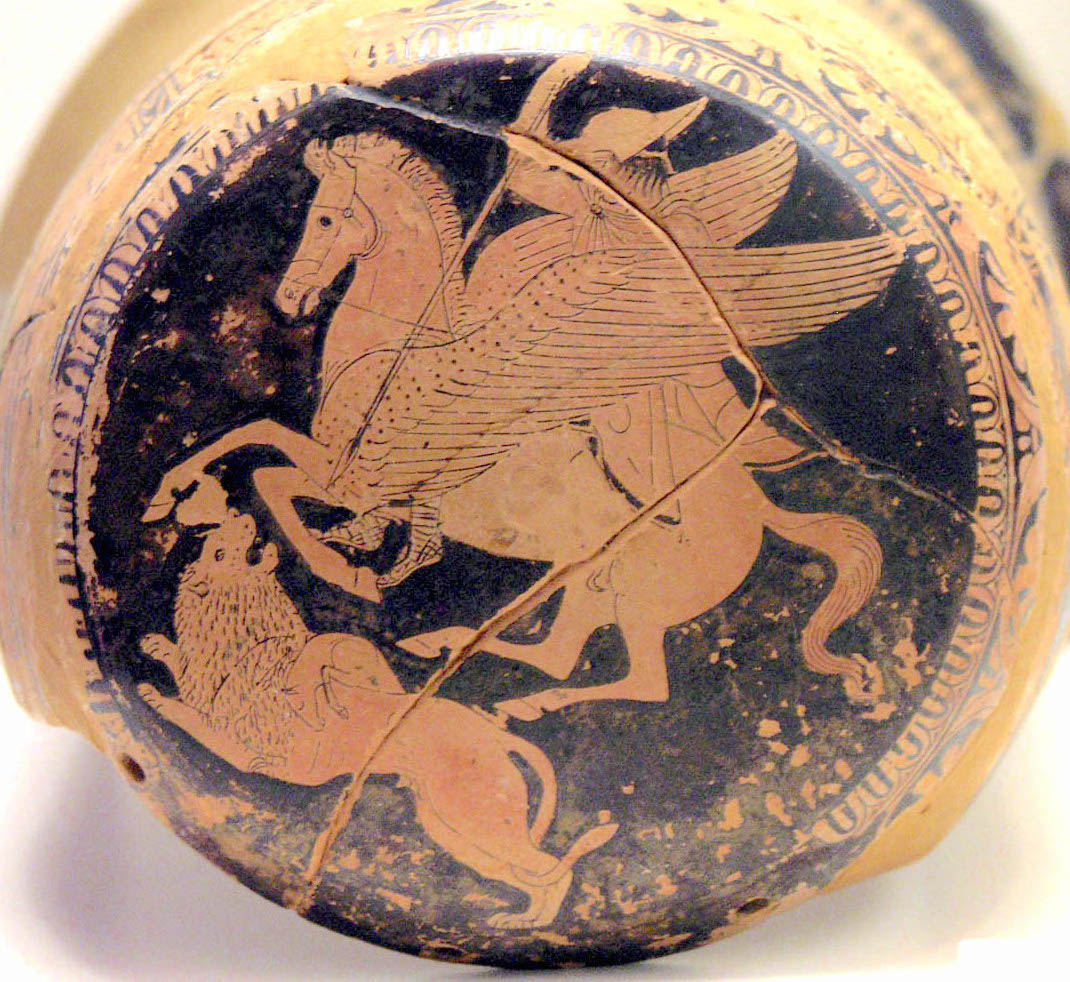
Belerofonte montando a Pegaso combatiendo a la Quimera. Escena pintada en la extremidad de un epinetron ático,

Pegaso es una de las criaturas fantásticas más célebres de la mitología griega, de naturaleza divina representado generalmente en blanco. Nació con su hermano Crisaor de sangre de la gorgona Medusa decapitado por el héroe Perseo. Los poetas greco-romanos decían que montó al cielo después de su nacimiento y se puso al servicio de Zeus, el rey de los dioses, quien le encarga llevarle el relámpago y el trueno sobre el monte Olimpo. Amigo de las musas, Pegaso es el creador del manantial Hipocrene que hizo brotar de un golpe de casco. Fue capturado por el héroe griego Belerofonte, cerca de la fuente Pirene, gracias a la ayuda de Atenea y de Poseidón. Pegaso permitió que este héroe lo montara a fin de vencer a un monstruo, la Quimera. No obstante, su caballero fue víctima de su orgullo y cayó de su lomo al intentar alcanzar el monte Olimpo. Pegaso se encuentra con Zeus quien termina por transformarlo en una constelación y ubicarlo en el cielo.
Quizás descendiente de un antiguo dios de las tormentas en la mitología hitita, porta el epíteto de Pihassassa, una parte de su mito habría pasado de los pueblos luvitas a los antiguos griegos; sin embargo, otras teorías evocan la observación de las fuerzas naturales, del agua, del rayo o de las aves o incluso la domesticación del caballo por los antiguos griegos. Este mito tuvo una gran difusión en el mundo antiguo: retomado por los romanos, fue parcialmente cristianizado y fue objeto de comentarios, de teorías y de reconstituciones desde la Edad Media.
Símbolo de sabiduría y sobre todo de renombre desde la Edad Media hasta el Renacimiento, se convirtió en el de la poesía y el creador de fuentes en las cuales los poetas iban a sacar su inspiración, particularmente, en el siglo XIX, donde numerosos poemas exaltaron esta función. Pegaso es objeto de una iconografía muy rica, principalmente a través de la cerámica griega antigua, las pinturas y las esculturas del Renacimiento.
En los siglos XX y XXI, hace su aparición en el cine, en la literatura fantástica, en los videojuegos y en los juegos de rol, donde el nombre de «Pegaso» se ha convertido en nombre común que designa a todos los caballos alados del bestiario fantástico.